# Фаттахов, Касим Камалович
Касим Камалович Фаттахов (21 января 1921, Новая Мушта, Уфимская губерния — 5 мая 1981, Уртаул, Башкирская АССР) — хозяйственный деятель. Заслуженный работник сельского хозяйства Башкирской АССР.

## Биография
Фаттахов Касим Камалович родился 21 января 1921 года в деревне Новая Мушта Бирского уезда Уфимской губернии (ныне Краснокамского района Республики Башкортостан).
С 1938 года работал трактористом, бригадиром тракторной бригады, механиком Янзигитовской машинно-тракторной станции Краснокамского района Башкирской АССР.
Принимал участие в Великой Отечественной войне, а после его окончания — в советско-японской войне.
Призван Краснокамским РВК Башкирская АССР в 1941 году. Служил в следующих частях:
1945 год — 73 тбр 2 А 2 ДВФ Механик-водитель 2 танкового батальона 73 танковой бригады. Награждён ст. сержант Фаттахов Касым Камалович в 1945 году орденом Славы III степени
С 1956 года занимает должность главного инженера, а со следующего года — директор Касёвской ремонтно-технической станции Краснокамского района Башкирской АССР.
С 1960 года является управляющим Краснокамским районным объединением «Сельхозтехника», а с 1962 года — председатель колхоза «Маяк».
В 1967—1981 годах занимает должность председателя колхоза «Красный Октябрь» Краснокамского района, который под его руководством становится высокорентабельным хозяйством. В 1978 году урожайность зерновых культур в колхозе «Красный Октябрь» достигает 23,8 центнеров с гектара.
Умер 5 мая 1981 года в деревне Уртаул Краснокамского района Башкирской АССР.

## Награды
- Орден Ленина (1976)
- Орден Трудового Красного Знамени (1971, 1981)
- Орден «Знак Почёта» (1973)
- Орден Славы 3‑й степени (1945)